# Labidosaurus
Labidosaurus var ett släkte av landlevande kräldjur som har påträffats i Texas, Nordamerika i avlagringar från början av perm. Dessa djur utvecklade tänder med rötter och motsvarande gropar i käkbenet där de satt förankrade, på så sätt minskar risken för tandlossning som en följd av fysisk belastning. Denna egenskap hjälpte troligtvis till på så sätt att djuren kunde välja andra födokällor som till exempel växter och/eller skaldjur.[källa behövs]
Labidosaurus var ungefär 75 centimeter lång och hade ett relativt stort huvud för sin kropp.

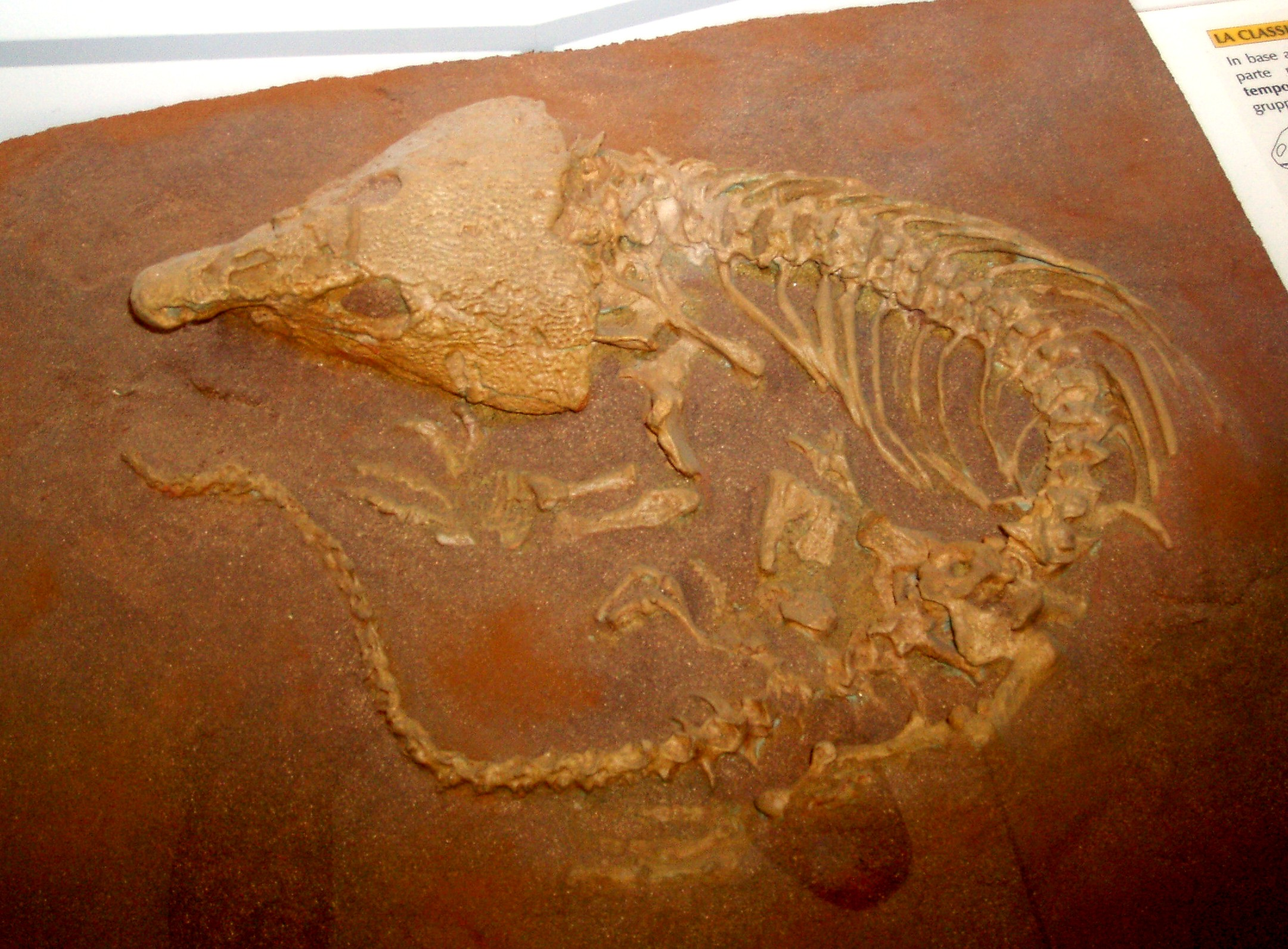
Labidosaurus hamatus-fossil